# Decaisnea insignis
Decaisnea insignis är en narrbuskeväxtart som först beskrevs av William Griffiths, och fick sitt nu gällande namn av Joseph Dalton Hooker och Thoms.. Decaisnea insignis ingår i släktet Decaisnea och familjen narrbuskeväxter. Inga underarter finns listade i Catalogue of Life.

## Bildgalleri

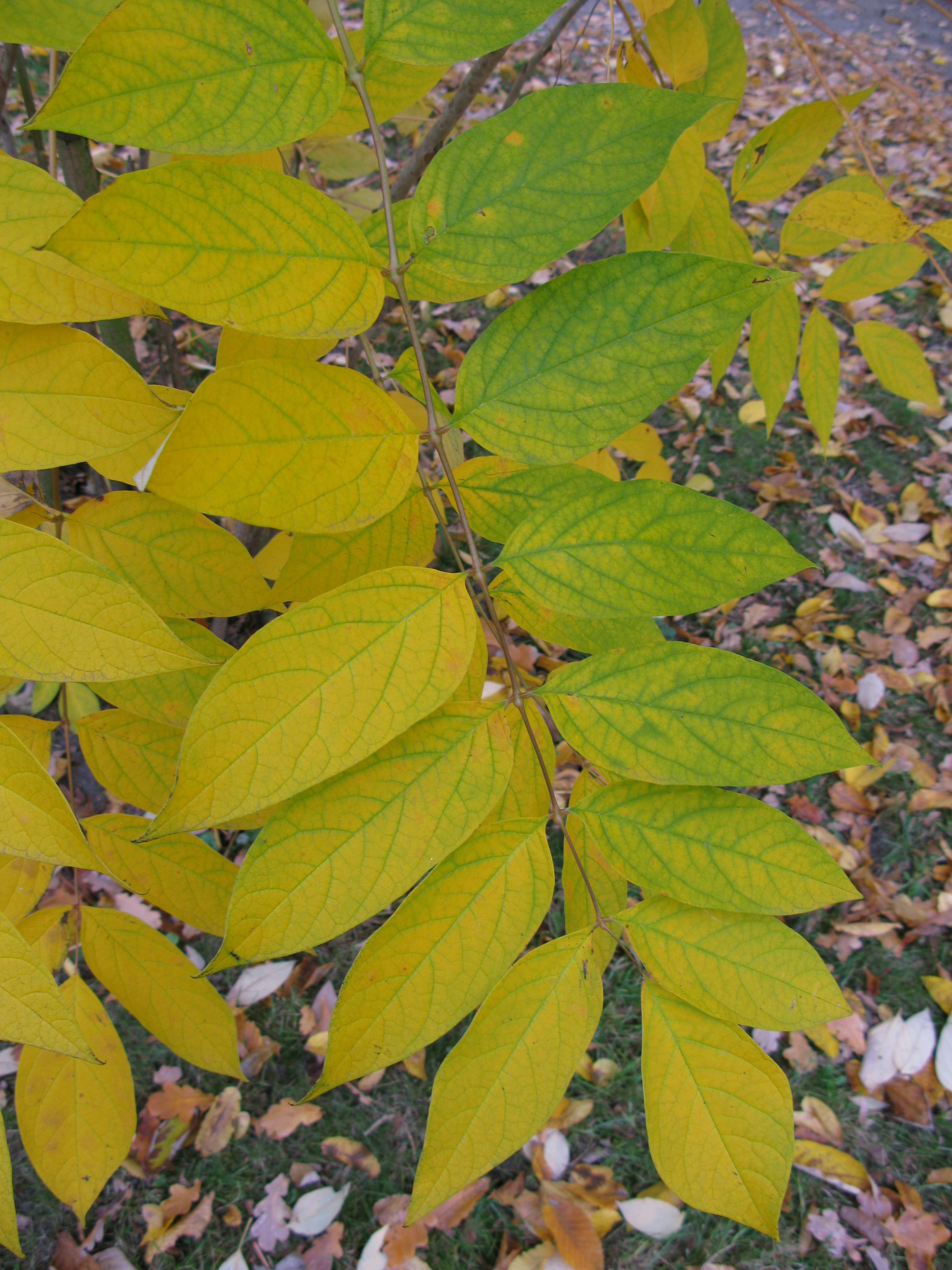
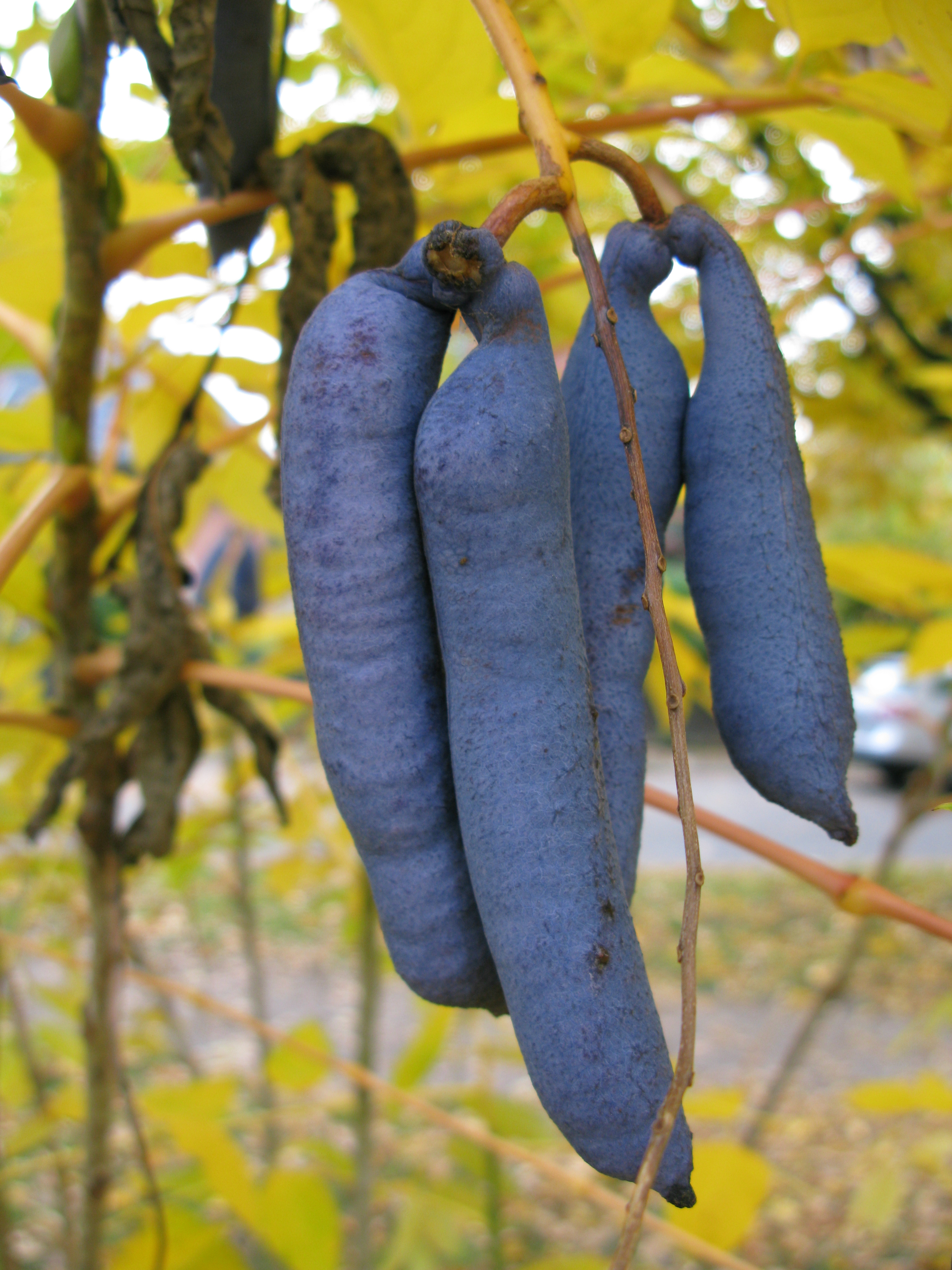
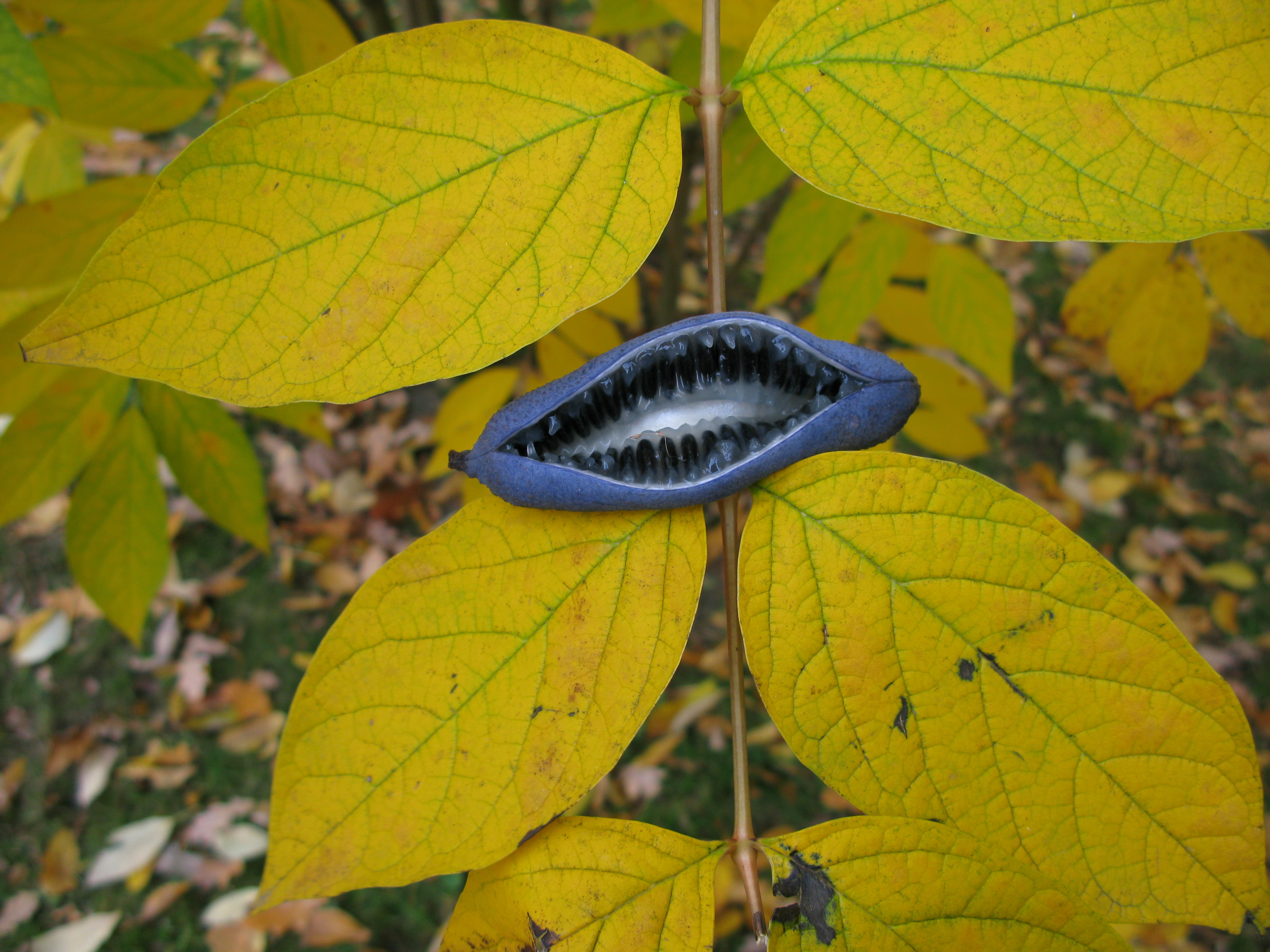
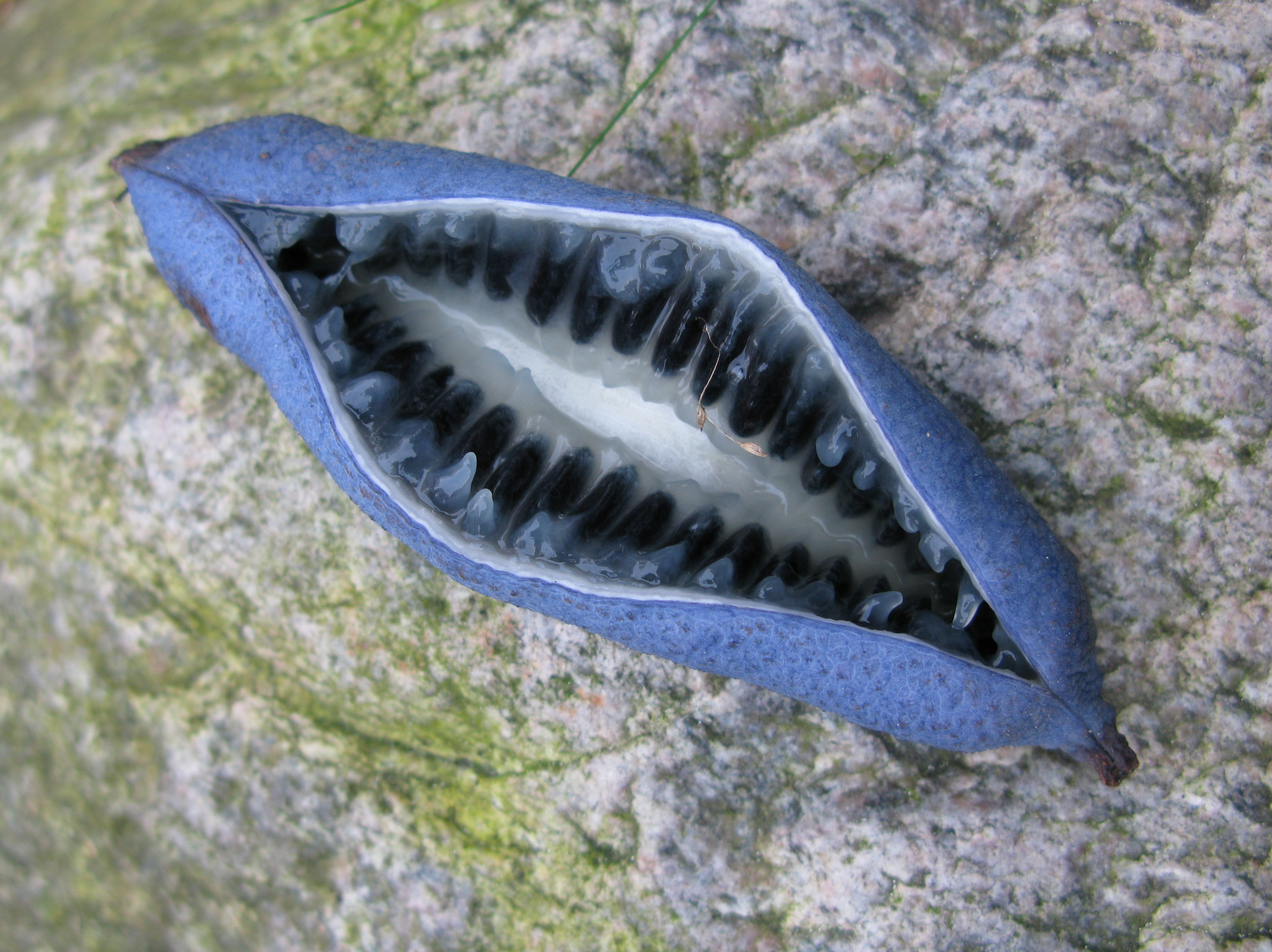
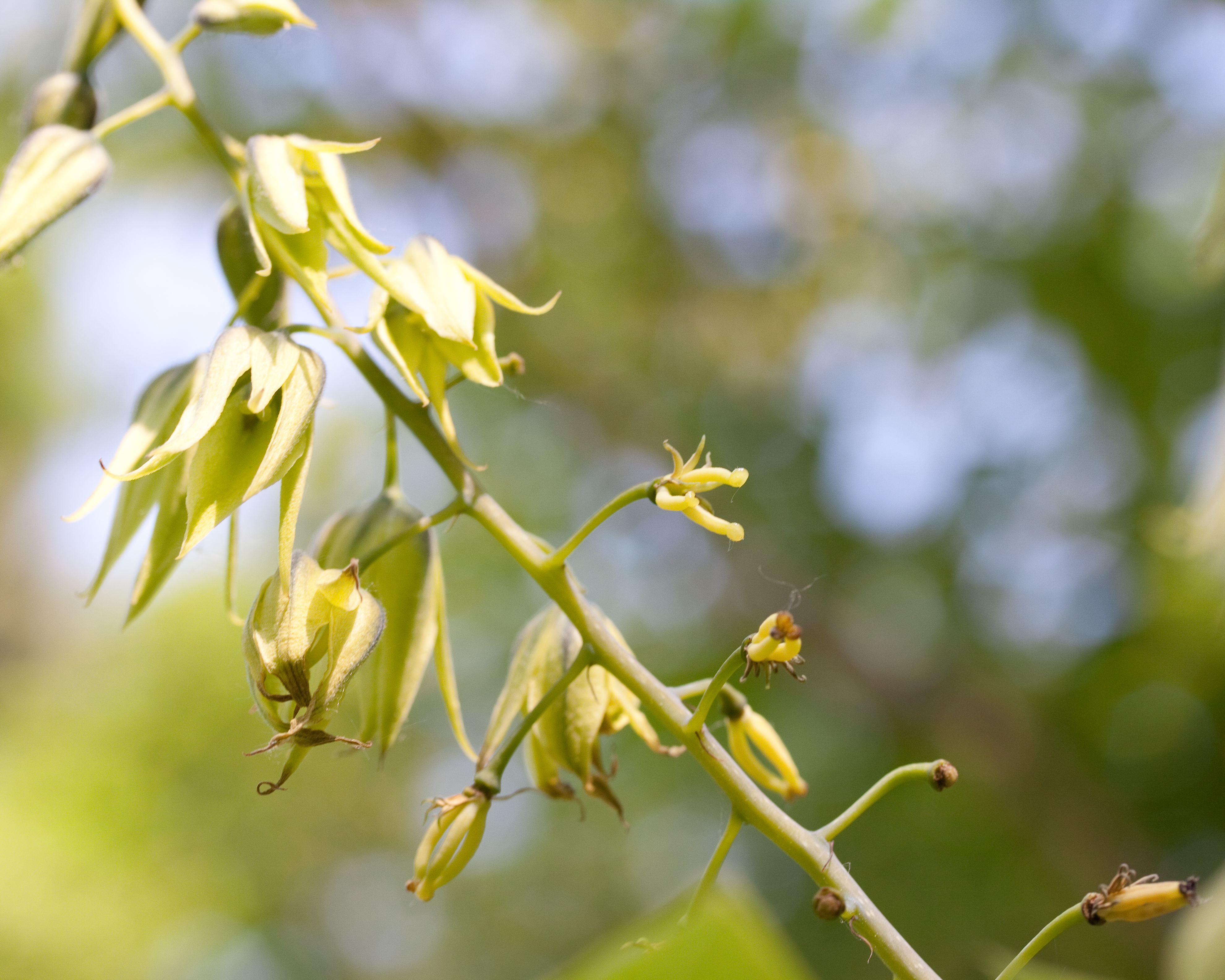
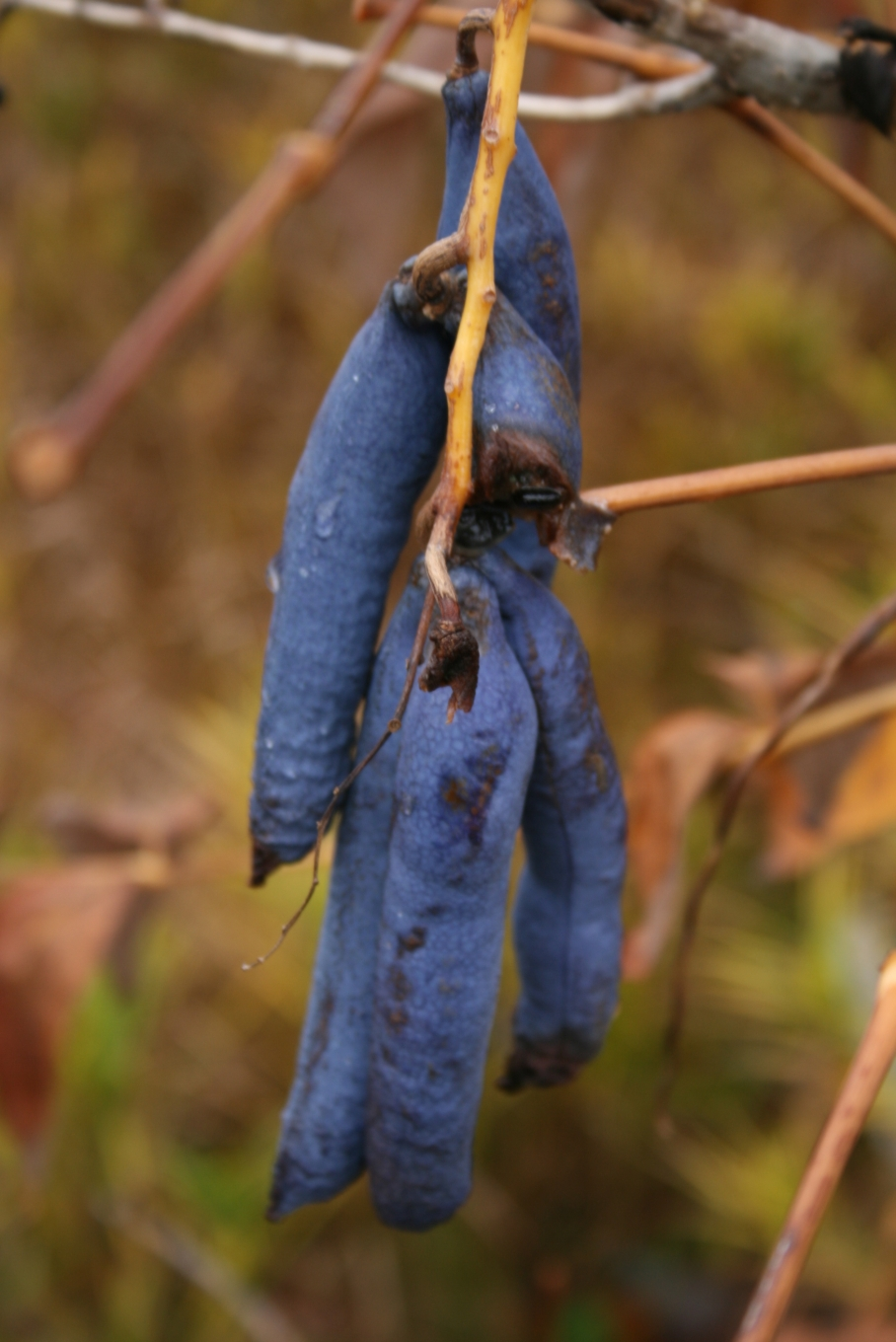